# Chernobyl (videogioco)
Chernobyl, chiamato anche The Chernobyl Syndrome sulla copertina europea e Chernobyl: Nuclear Power Plant Simulation sulla copertina americana, è un videogioco di simulazione del controllo di una centrale nucleare, pubblicato nel 1988 per Commodore 64 dalla Cosmi in Nordamerica e dalla U.S. Gold in Europa.
Il titolo si riferisce alla centrale nucleare di Černobyl', teatro del famigerato disastro di Černobyl' due anni prima, ma a parte il nome, la simulazione non è basata su quella specifica centrale o sull'incidente.

## Modalità di gioco
Chernobyl simula la gestione quotidiana della centrale da parte di un operatore che siede al computer di controllo. L'interfaccia è a linea di comando e la partita inizia con l'accesso al computer (compreso l'inserimento di un codice, che serviva da protezione dalla copia del gioco), quindi si procede alla gestione in tempo reale digitando comandi di testo al terminale.
La schermata di gioco mostra, nella parte in alto, alcune righe di messaggi di testo in inglese sullo stato dei vari impianti, ad esempio avvisando di pressioni o temperature anomale man mano che si presentano. Nella parte in basso si trovano alcune righe dedicate all'interfaccia di inserimento dei comandi. Il più ampio spazio al centro può contenere diverse schermate grafiche o tabulari, richiamabili dal giocatore con gli appositi comandi:
- pianta schematica dell'impianto, visualizzabile con scorrimento nelle quattro direzioni;
- grafico sulle barre di moderazione presenti nel nucleo;
- diagramma del nucleo, con indicazione della temperatura e animazione del flusso di raffreddamento;
- indicatori di livello di vari parametri, mostrati uno accanto all'altro con scorrimento orizzontale;
- pannello con spie luminose di emergenza;
- pannello segnalatore a scorrimento orizzontale, con lo stato delle valvole e di molti altri sistemi.

Sono presenti effetti sonori da sala di controllo.
Il giocatore può dare al sistema di controllo una quarantina di comandi diversi, ma molti sono sinonimi che hanno lo stesso effetto. Ci sono poi vari tasti associati a funzioni e altre parole tecniche riconosciute.
Se subentrano problemi, serve una risposta tempestiva da parte del giocatore, eventualmente ricorrendo anche allo SCRAM pur di evitare una fusione del nocciolo.
La simulazione è improntata al realismo e può passare anche diverso tempo prima che succeda qualcosa di grave. Secondo l'autore del gioco la fusione è possibile, ma bisogna lavorarci per provocarla.

## Colonna sonora
Il tema musicale, presente solo nell'introduzione, è un adattamento della sigla della storica serie televisiva Dragnet.

## Sviluppo
Chernobyl fu progettato e programmato da Paul Norman per l'azienda statunitense Cosmi. Norman aveva già realizzato diversi successi per Commodore 64 per la Cosmi, a partire da Forbidden Forest.
Norman sostiene che fece ricerche per realizzare una simulazione accurata di una generica centrale nucleare, e personalmente era contrario all'uso del titolo Chernobyl. Questo titolo presumibilmente fu scelto dall'editore perché è un nome di richiamo, anche se non ha attinenza diretta con il gioco.

## Accoglienza
Chernobyl fu accolto con poco entusiasmo dalla stampa di settore. Veniva spesso visto come un simulatore serio e realistico, con un possibile valore istruttivo o educativo, ma il potenziale di intrattenimento come videogioco appariva dubbio o riservato ai pochi appassionati. Alcune critiche andarono anche al manuale che, per quanto interessante sul tema delle centrali nucleari, era giudicato poco utile ai fini pratici del gioco.
Diverse riviste diedero nel complesso valutazioni attorno alla sufficienza, altre furono tendenzialmente negative, fino a un estremo giudizio di 1/10 dato da Power Play.